# Takumu Fujinuma
Takumu Fujinuma (født 14. juni 1997) er en japansk fodboldspiller.